# Oryzomys laticeps
Hylaeamys laticeps là một loài động vật có vú trong họ Cricetidae, bộ Gặm nhấm. Loài này được Lund mô tả năm 1840.